# Jean Belland
Jean Belland (* 16. Juni 1895 in Le Mans, Pays de la Loire; † 7. Januar 1965 in Montreal, Kanada) war ein französischer Cellist und Musikpädagoge.

## Leben
Belland begann eine Ausbildung als Cellist am Konservatorium seiner Heimatstadt und begann 1914 ein Studium am Pariser Konservatorium. Ab 1915 diente er im Corps expéditionnaire d’Orient. Nach dem Waffenstillstand von Moudros im Oktober 1918 ließ er sich in Konstantinopel nieder, wo er am Konservatorium unterrichtete und zahlreiche Konzerte gab. Sultan Mehmed VI. zeichnete ihn mit dem Mecidiye-Orden aus.
Nach seiner Rückkehr nach Frankreich setzte Belland 1919 sein Cellostudium am Pariser Konservatorium bei Louis R. Feuillard fort. Er gab dann Recitals und war Erster Cellist der Association des concerts spirituels an der Sorbonne und Mitglied des Pelletier String Quartet. Auf Anregung des Pianisten Edmond Trudel zog er 1926 nach Montreal. Dort unterrichtete er an der McGill University und war ab etwa 1930 Mitglied des McGill Quartet. Daneben wirkte er als Erster Cellist des Montreal Orchestra (1930–41), der Société des concerts symphoniques de Montréal (1936–40) und der Petite symphonie de Montréal (1939–46), unternahm Konzertreisen durch Kanada und trat in Radio- und Fernsehproduktionen der CBC aus.
Von 1946 bis 1960 unterrichtete Belland am Conservatoire de musique du Québec. Unter anderem studierten sein Sohn Ary Belland, Jean Charbonneau, Raymonde Martin, André Mignault, Suzanne Perrault und Brahm Sand bei ihm.